# Вотињаско
Вотињаско (итал. Vottignasco) је насеље у Италији у округу Кунео, региону Пијемонт.
Према процени из 2011. у насељу је живело 267 становника. Насеље се налази на надморској висини од 388 м.

## Становништво
| 1931. | 1936. | 1951. | 1961. | 1971. | 1981. | 1991. | 2001. | 2011. |
| ----- | ----- | ----- | ----- | ----- | ----- | ----- | ----- | ----- |
| 1.006 | 927   | 973   | 782   | 675   | 623   | 559   | 573   | 547   |